# (34859) 2001 TR49
2001 تي أر 49 (ويعرف أيضًا باسم (34859) 2001 تي أر 49 وفق تسمية الكوكب الصغير) (بالإنجليزية: 2001 TR49)‏ هو كويكب ضمن حزام الكويكبات؛ وترتيبه 34859 من حيث الاكتشاف.
اكتُشف هذا الجُرم الفلكي بواسطة William Kwong Yu Yeung ‏ في 15 أكتوبر 2001.

## وصلات خارجية
- (34859) 2001 TR49 في قاعدة بيانات مختبر الدفع النفاث لأجرام النظام الشمسي الصغيرة

- الاكتشاف · مخطط المدار ·  العناصر المدارية · المعلمات المادية

- (34859) 2001 TR49 على موقع ويكي سكاي: DSS2, SDSS, GALEX, IRAS, Hydrogen α, X-Ray, Astrophoto, Sky Map, Articles and images